# Rødovre Skøjte Arena
Die Rødovre Skøjte Arena ist eine Eissporthalle in der Rødovre Kommune in Dänemark.

## Geschichte
Die Rødovre Skøjte Arena wurde 1994 eröffnet. Die Arena dient als Heimspielstätte der Eishockeymannschaft Rødovre Mighty Bulls aus der Metal Ligaen. 1999 wurde die Hälfte der Spiele der Eishockey-B-Weltmeisterschaft in der Arena ausgetragen.